# Western Canada Hockey League

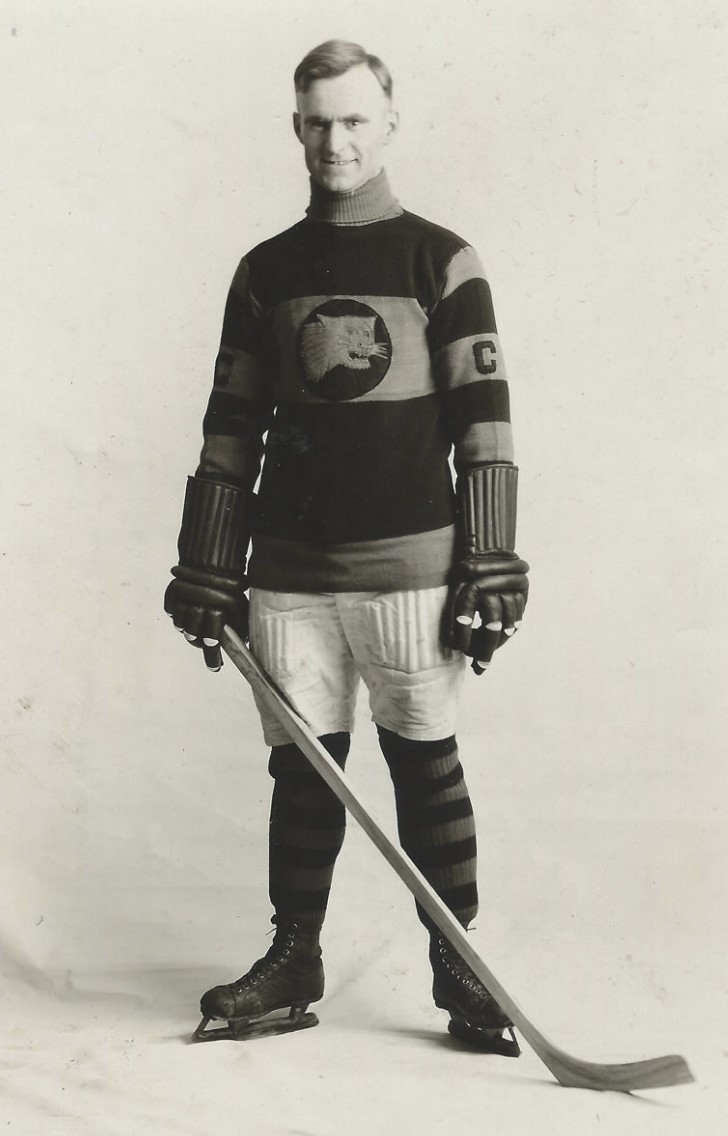
Barney Stanley, um jogador da Western Hockey League (WHL)

A Western Canada Hockey League (WCHL), fundada em 1921, foi um grande liga profissional de hóquei no gelo originalmente baseada nas pradarias do Canadá. Ela foi renomeada para Western Hockey League (WHL) em 1925 - quando um dos times foi para os Estados Unidos, em Portland - e dissolvida em 1926. Entre 1923 e 1926 o vencedor da WHL disputava a Copa Stanley com o vencedor da National Hockey League (NHL).

## Equipes
- Calgary Tigers (1921–1926)
- Edmonton Eskimos (1921–1926)
- Regina Capitals (1921–1925), Portland Rosebuds (1925–1926)
- Saskatoon Crescents (1922–1924), Saskatoon Sheiks (1924–1926)
- Saskatoon Sheiks (1921–1922), Moose Jaw Sheiks (1921–1922)
- Vancouver Maroons (1924–1926)
- Victoria Cougars (1924–1926)

## Temporadas
| Season  | Vencedor na temporada regular | Campeão após Playoff |
| ------- | ----------------------------- | -------------------- |
| 1921–22 | Edmonton Eskimos              | Regina Capitals      |
| 1922–23 | Edmonton Eskimos              | Edmonton Eskimos     |
| 1923–24 | Calgary Tigers                | Calgary Tigers       |
| 1924–25 | Calgary Tigers                | Victoria Cougars     |
| 1925–26 | Edmonton Eskimos              | Victoria Cougars     |